# Hallock
La ville de Hallock est le siège du comté de Kittson, dans l’État du Minnesota, aux États-Unis. Sa population s’élevait à 981 habitants lors du recensement de 2010, estimée à 930 habitants en 2016.

## Personnalité liée à la ville
Donald Pederson, un des concepteurs du SPICE, est né à Hallock le 30 septembre 1925.

## Source
- (en) Cet article est partiellement ou en totalité issu de l’article de Wikipédia en anglais intitulé « Hallock, Minnesota » (voir la liste des auteurs).